# 迪克曼街車站 (IRT百老匯-第七大道線)
迪克曼街車站（英語：Dyckman Street station）是美國紐約地鐵IRT百老匯-第七大道線一個地鐵站，大致位於曼哈頓英伍德迪克曼街及內格爾大道交界，設有1號線（任何時候停站）列車服務。

## 車站結構
| P 月台層 | 側式月台 | 側式月台 |
| P 月台層 | 北行     | ← 往范科特蘭公園-242街 (207街) → (無服務：范科特蘭公園-242街)                                                           |
| P 月台層 | 南行     | → 往南碼頭 (191街) → |
| P 月台層 | 側式月台 | |
| G        | 街道     | 車站詢問處、出入口、閘機 往站舍的斜坡；升降機位於山邊大道、聖尼古拉斯大道及喬治山城堡西南角。註：北行月台不可無障礙通行 |

此土堤高架車站設有兩個側式月台，兩條軌道並維持平面。它位於華盛頓高地礦山隧道北端入口，將IRT百老匯-第七大道線帶到曼哈頓的岩床。車站北面，曼哈頓上城的地形快速下跌，路線則沿路高架至范科特蘭公園-242街。

## 圖片

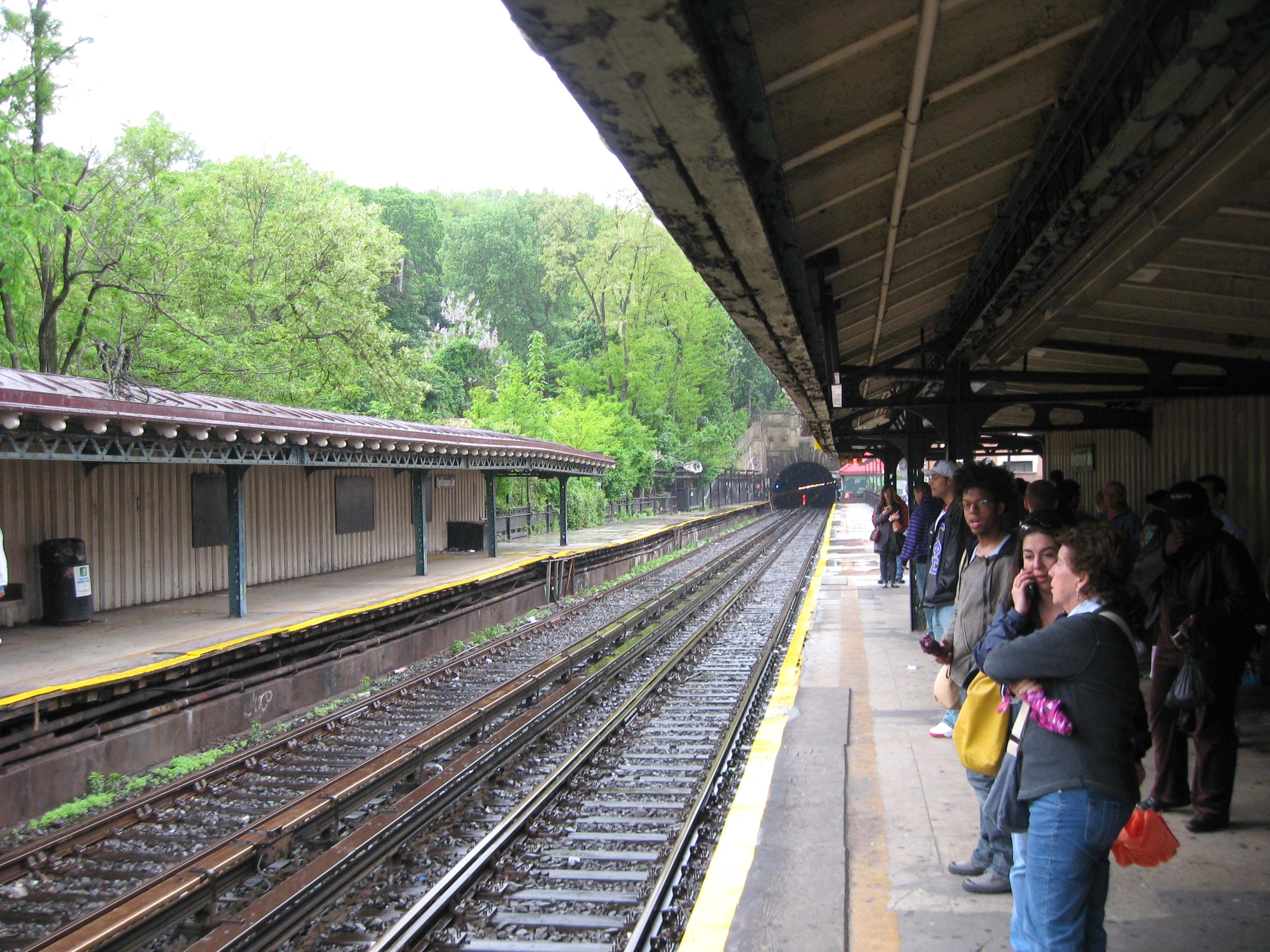
翻新前月台
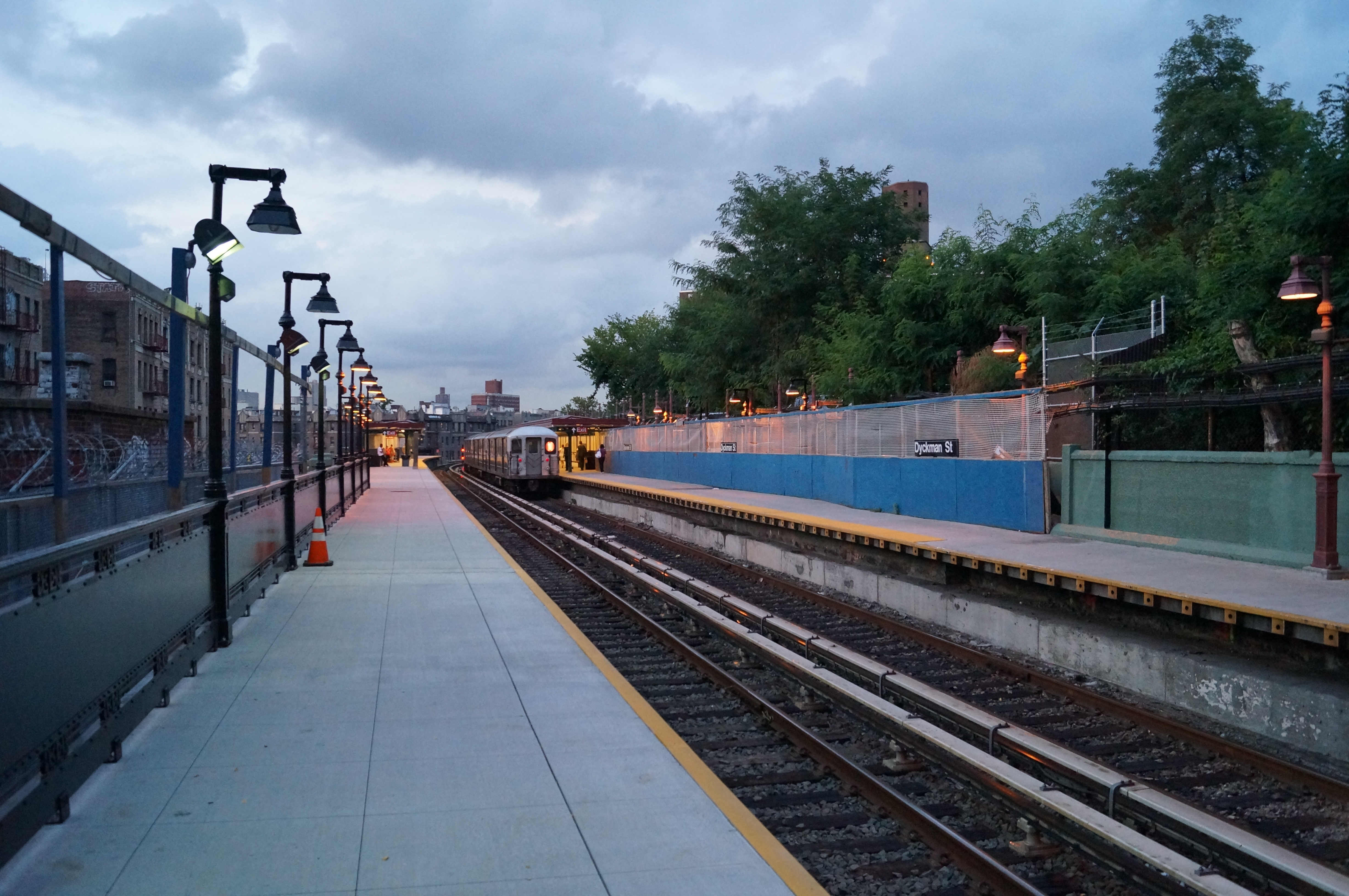
翻新期間月台
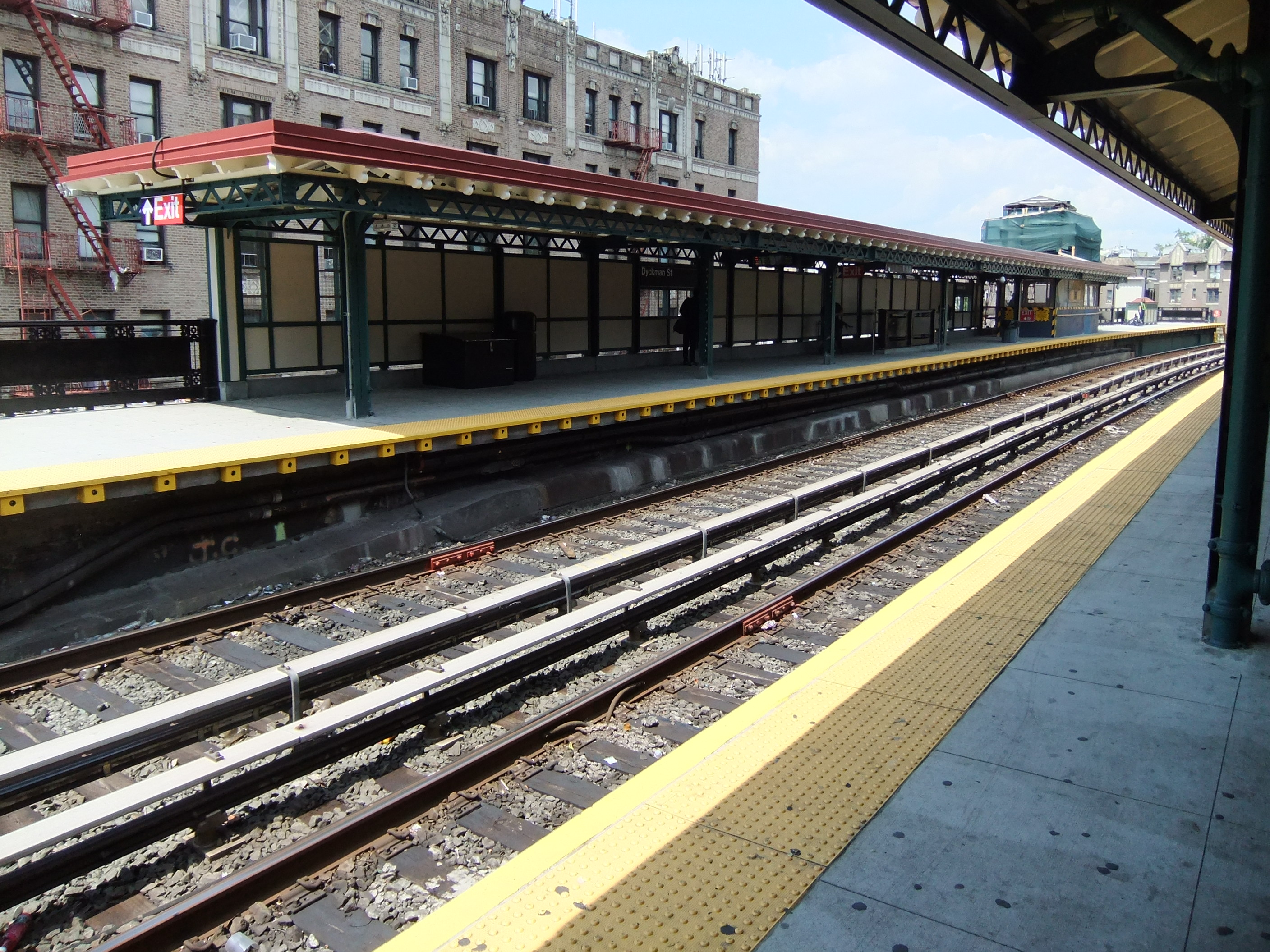
翻新後月台
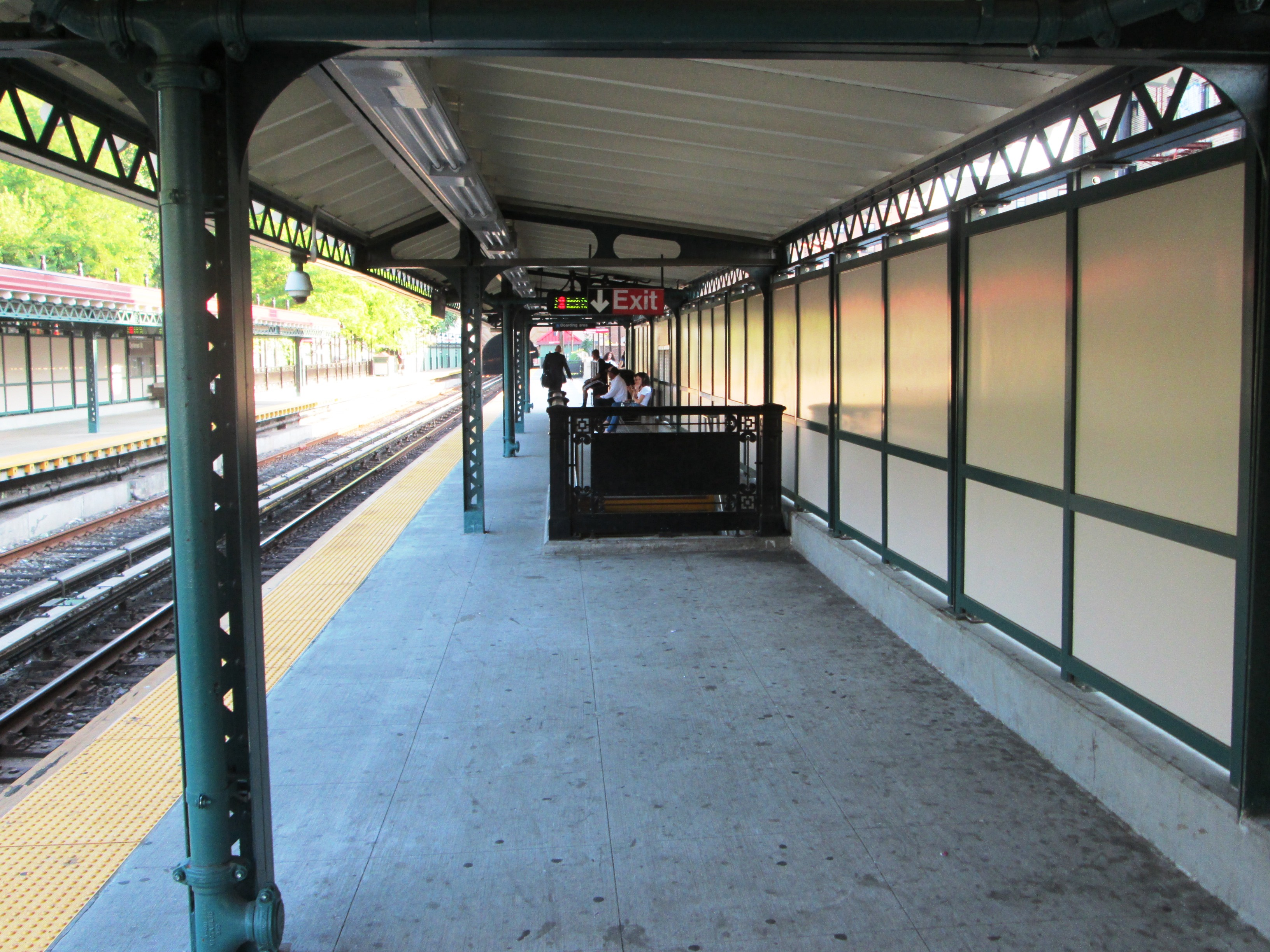
望向下城月台
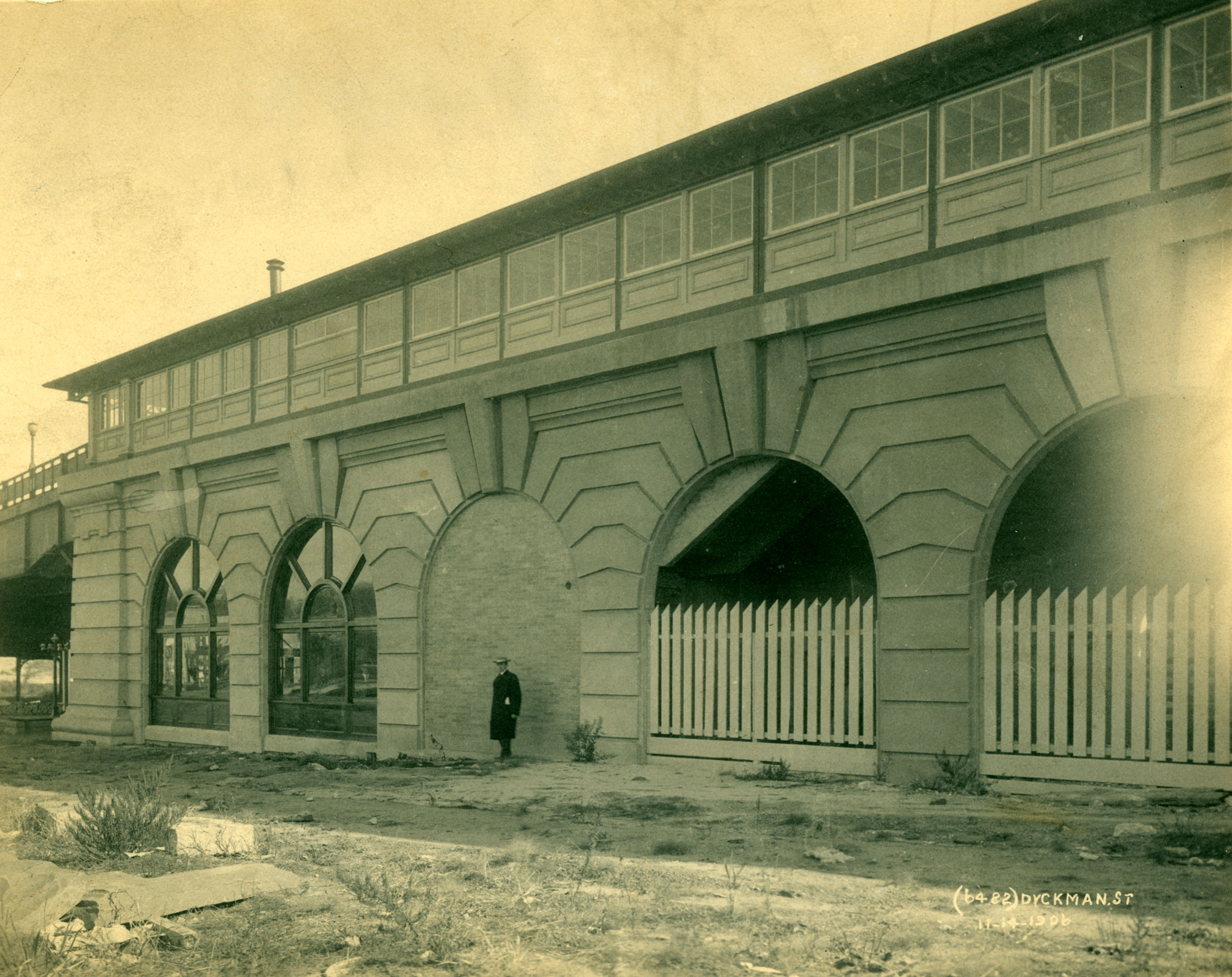
正面
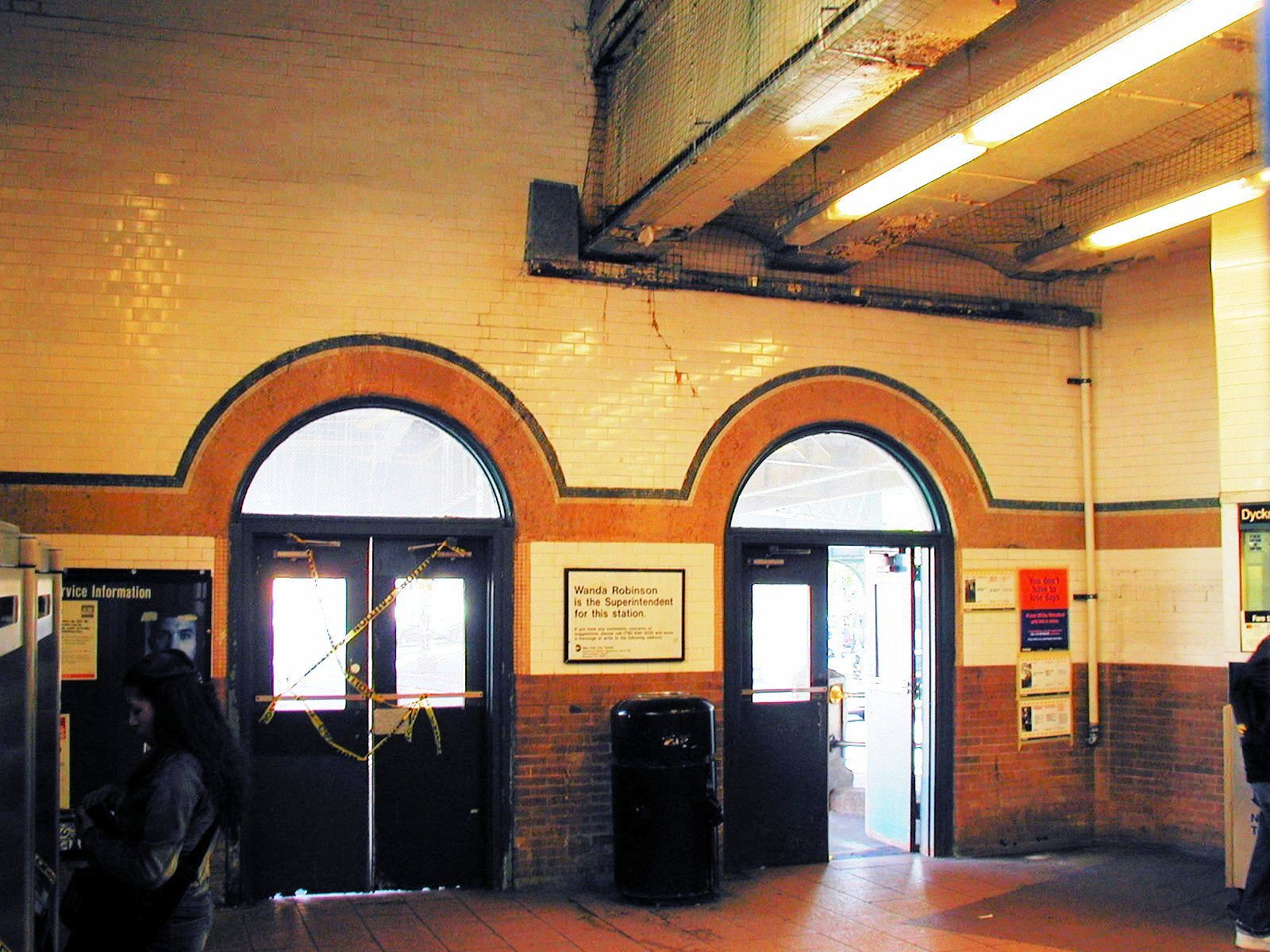
頭屋內
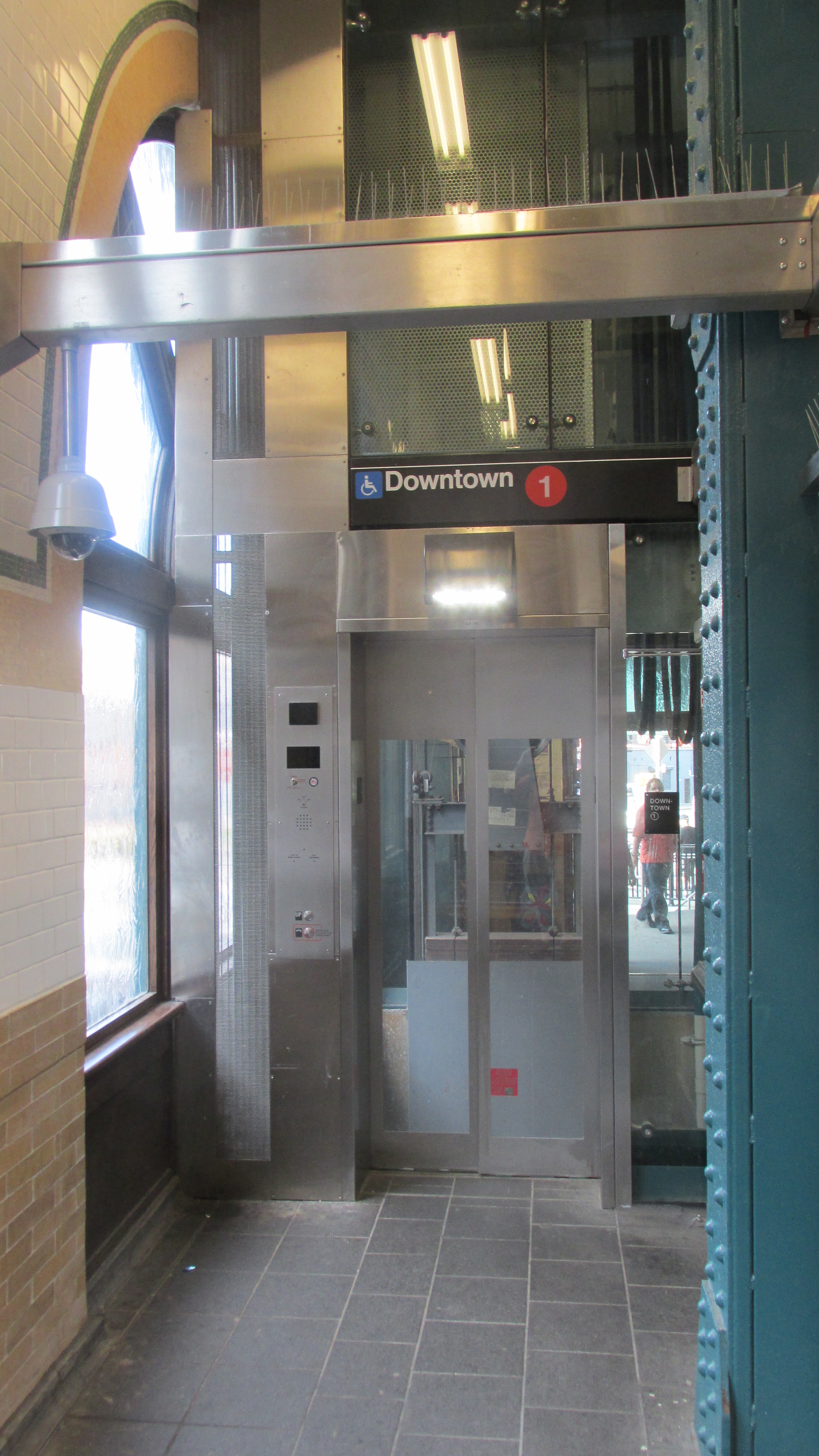
升降機內
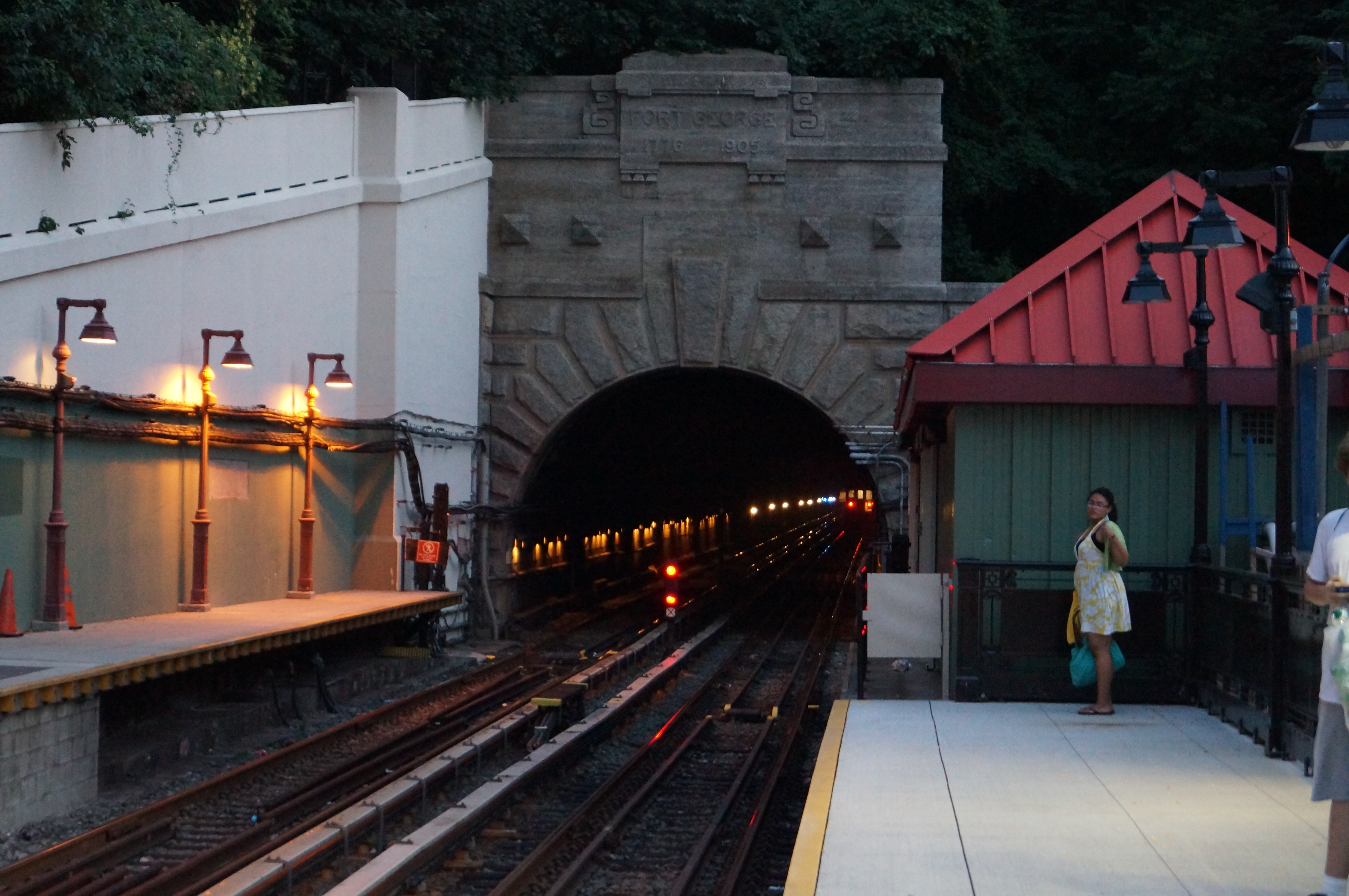
隧道入口
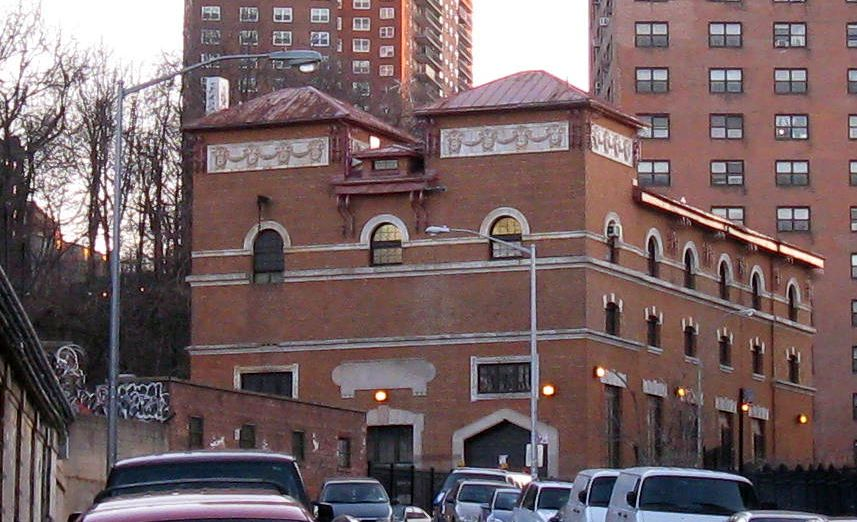
鄰近英伍德變電站

## 外部連結
- nycsubway.org—IRT West Side Line: Dyckman Street
- nycsubway.org – Flight Artwork by Wopo Holup (1991) （页面存档备份，存于）
- Station Reporter – 1 Train
- The Subway Nut – Dyckman Street Pictures （页面存档备份，存于）
- MTA's Arts For Transit – Dyckman Street (IRT Broadway–Seventh Avenue Line)
- Dyckman Street entrance from Google Maps Street View
- Platforms from Google Maps Street View